# Hans-Jürgen Kühlwetter
Hans-Jürgen Kühlwetter (* 29. Juni 1934; † 11. Februar 2017) war ein deutscher Jurist und Direktor der Forschungsstelle für deutsches und internationales Eisenbahnrecht in Köln.

## Biografie
Kühlwetter studierte Jura und war spezialisiert auf Eisenbahnrecht. Er war bis 1996 Leiter des Rechtsreferates im Eisenbahn-Bundesamt. Er war lange Zeit Professor an der Fachhochschule des Bundes für öffentliche Verwaltung in Brühl sowie beim Fachbereich Eisenbahnwesen in Mainz. Er war als freier Berater unter anderem für die Deutsche Bahn AG tätig.
Kühlwetter war seit 1957 Mitglied der katholischen Studentenverbindung K.D.St.V. Rheno-Baltia Köln im CV und wurde am 20. Februar 2017 auf dem Bonner Nordfriedhof beigesetzt.

## Werke
- Öffentlichkeit von Serviceeinrichtungen, Köln : Forschungsstelle für Dt. und Internat. Eisenbahnrecht, 2009
- Bedingungen des transalpinen Eisenbahnverkehrs, Köln : Forschungsstelle für Dt. und Internat. Eisenbahnrecht, 2008
- Fahrzeugzulassung, Luzern : Minirex, c 2007
- Handbuch für den Eisenbahnbetriebsleiter, Bd. 5. Recht, 2006, 1. Aufl.
- Die Eisenbahnen im Recht 2005, Luzern : Minirex, 2005
- Anerbenrecht in der Bundesrepublik Deutschland und seine Stellung zur Verfassung, Köln, 1968

Zudem veröffentlichte er zahlreiche Artikel in Zeitschriften.